# Platynomyia edwardsi
Platynomyia edwardsi är en tvåvingeart som beskrevs av Lindner 1939. Platynomyia edwardsi ingår i släktet Platynomyia och familjen vapenflugor. Inga underarter finns listade i Catalogue of Life.